# (5206) Kodomonomori
(5206) Kodomonomori es un asteroide perteneciente a la familia de Eunomia en el cinturón de asteroides, descubierto el 7 de marzo de 1988 por Yoshiaki Oshima desde el Observatorio Gekko, Kannami, Japón.

## Designación y nombre
Designado provisionalmente como 1988 ED. Fue nombrado Kodomonomori en homenaje al programa "Niños del Bosque", auspiciado por la Organization for Industrial, Spiritual and Cultural Advancement (OISCA),  Organización para el Progreso Industrial, Espiritual y Desarrollo Cultural, la cual está afiliada al el Observatorio Gekko. El objetivo del programa es animar a los niños en todo el mundo para plantar más árboles.

## Características orbitales
Kodomonomori está situado a una distancia media del Sol de 2,604 ua, pudiendo alejarse hasta 2,864 ua y acercarse hasta 2,343 ua. Su excentricidad es 0,100 y la inclinación orbital 12,95 grados. Emplea 1535,03 días en completar una órbita alrededor del Sol.

## Características físicas
La magnitud absoluta de Kodomonomori es 13.